# Леонид при Фермопилах
«Леонид при Фермопилах» (фр. Léonidas aux Thermopyles) — картина французского художника Жака Луи Давида, написанная им в 1814 году.
Картина была приобретена в 1819 году и в настоящее время находится в 75-м зале на 1-м этаже галереи Денон в Лувре. Код: INV. 3690.
Название «Леонид при Фермопилах» отсылает к знаменитой Фермопильской битве произошедшей в ходе греко-персидской войны 480—479 гг. до нашей эры. Её идея пришла к художнику в 1799 или 1800 году, но к работе он приступил в 1812 году, отдавая приоритет тогдашним заказам Наполеона Бонапарта; картина была завершена в октябре 1814 года.
Первоначально предназначавшееся для любителя, графа Sommariva, написанное полотно осталось в мастерской художника. 17 апреля 1826 года оно было приобретено Лувром в ходе первых продаж работ после смерти автора.

## Предпосылки
В жизни Жака Луи Давида было 3 периода: первый посвящён неоклассической живописи, часто связанной с древностью. Данная работа относится ко второму периоду его жизни, периоду Первой империи, когда Давид колеблется между написанием «официальной» живописи и исторической, продолжающей работы его предшествующего периода. Эта картина не относится к определённой серии, но похожа на сюжет «Сабинянки, останавливающие сражение между римлянами и сабинянами». Людовик XVIII приобрёл их все.

## Описание и историческая справка
В сентябре 480 года до н.э. в ходе греко-персидской войны (480—479 гг. до н. э.) персы в попытке вторжения в Грецию совершают переход в скалистом ущелье Фермопилы. После двух дней боев персы решаются на отчаянный шаг, когда предатель Эфиальт указывает им обходной путь в тыл грекам. Предводитель спартанцев, Леонид, гибнет с 300 спартанцами, окружённые неприятелями. Они вели героическое сопротивление против многократно превосходящих сил и бились до последнего, благодаря чему их соотечественники смогли эвакуировать мирных людей и подготовиться к обороне.
Центральным персонажем картины является царь Леонид, обнажённый и вооружённый мечом, копьём и с большим круглым щитом, перевязью доспехов и в шлеме, присевший на скалистый обломок и с согнутой левой ногой. По правую руку — его брат, Агис, с венком на голове, надеваемым во время жертвоприношения (относится к древнему обычаю жертвоприношения перед битвой); и слепой гоплит Эврит, направляемый рабом спартанцев, замахивается копьём. По другую сторону — группа спартанцев с двумя трубачами поверх их голов. Солдаты сжимают оружие и щиты или целуют женщин перед тем как пойти на смерть. Слева на картине солдат цепляется за скалу, чтобы выгравировать рукояткой фразу «идущим в Спарту будет сказано, что мы умерли, подчиняясь её законам» (описано Давидом, см. Bonaparte au Grand-Saint-Bernard, «Список завоевателей», и письма Шарлотты Корде на картине «Смерть Марата». Общее число персонажей на картине большое. Присутствует отсылка к «Клятва Горациев» в изображении трёх людей с лавровыми венками в вытянутых руках.
Декор сочетает в себе природные элементы (листья, деревья слева и справа, скалы) и людей (посвящённый Гераклу алтарь, номинально превосходящего остальных основного персонажа в центральном месте), персидские корабли на фоне и караван мулов слева, покидающих поле битвы. Небо тёмное вверху и светлее внизу.
«Леонид при Фермопилах» является аналогом картины «Сабинянок», размеры полотен с которой близки, и изображающей знаменитый бой, вошедший в легенды, с множеством римских солдат, заполняющих передний план, и вооружённым Ромулом, у которого на голове такой шлем и круглый щит, как у Леонида. Ещё одним общим моментом в обоих произведениях является представление не хода поединка, а сцены, когда военные действия приостановлены.
«Леонид при Фермопилах» показывает не сам бой, а подготовку к нему, Давид отказался изображать процесс битвы; он стремился к оригиналу.